# Ster (reclame)
De Stichting Etherreclame, afgekort Ster, is een stichting die de reclame verzorgt bij het Nederlandse publieke omroepbestel. De stichting staat los van de stichting Nederlandse Publieke Omroep (NPO).

## Historie
In 1965 werd de SUR (Stichting tot Uitzenden van Reclame) opgericht, maar omdat men de naam niet prettig in het gehoor vond liggen, werd deze in 1967 veranderd naar Ster. De reclameblokken mochten alleen voor en na het nieuws (het NOS Journaal op de televisie en de Radionieuwsdienst op de radio) worden uitgezonden. Eind jaren tachtig werden er alsnog zogeheten "zwevende reclameblokken" ingevoerd: dit zijn reclameblokken die niet direct voor of na het nieuws komen. Pas in 1991 kwam er ook reclame op zondag.
Een reclameblok bestaat uit een aantal achter elkaar uitgezonden spots.
Tussen de televisiespots werd vanaf 1972 een animatiefilmpje van Loeki de Leeuw of een kunstzinnig lijnenspel (lissajousfiguren) vertoond. Aan het begin en einde van een blok was een filmpje met Loeki de Leeuw. In de jaren tachtig waren er ook voor en na het NOS halfzes-journaal reclameblokken met tussenfilmpjes met beestjes met lange oren (Juggles) te zien, maar deze waren niet zo populair als Loeki de Leeuw. Sinds 2004 werden geen filmpjes meer vertoond tussen de spots, maar werden de reclameblokken net als op de commerciële televisiezenders achter elkaar getoond.
Sinds juni 2021 (EK Voetbal 2020) worden er weer filmpjes met Loeki de Leeuw getoond aan het begin en einde van een reclameblok.

## Reclamelengte en inhoud
Ster mag jaarlijks niet meer dan 10% en dagelijks niet meer dan 15% van de totale zendtijd met reclame vullen. Eveneens mag de stichting geen programmaonderbrekende reclame uitzenden. De reclames zijn strikt gescheiden van de programma's van de publieke omroep, reclames mogen geen programma's beïnvloeden. Klachten over reclames kunnen gemeld worden bij de Stichting Reclame Code Commissie, waar Ster bij is aangesloten.
In juni 2019 kwam minister Slob met het voorstel televisiezenders van de publieke omroep voor 20.00 uur reclamevrij te maken. Verder verdwijnen online spotjes en advertenties helemaal. Dit zal leiden tot een daling van de Ster-inkomsten met een derde. Slob is bereid een deel van de daling van de reclame-inkomsten te compenseren. De overheidsbijdrage is 40 miljoen euro per jaar en de resterende 20 miljoen moet opgevangen worden door kostenbesparingen bij de omroepen.

## Inkomsten
De Ster verkoopt reclamezendtijd op de televisie- en radiozenders en in het digitale domein van de publieke omroep. De inkomsten gaan niet naar de NPO, maar rechtstreeks naar het ministerie van OCW, dat op zijn beurt de NPO financiert.
In 2017 werkten er gemiddeld 85 fte (2016: 87). In 2017 waren de totale inkomsten €191,5 miljoen (2016: €200,5 miljoen). Na aftrek van de kosten resteerde een winst van €178,9 miljoen (2016: €187,4 miljoen). Dit bedrag wordt volledig uitgekeerd aan het ministerie van OCW, dat hiermee deels de NPO financiert.
In 2018 daalde de verkopen naar €166 miljoen, het laagste resultaat in 20 jaar. De scherpe daling werd onder meer veroorzaakt doordat er geen kortingen of bonussen meer werden gegeven aan mediabureaus. Daarnaast speelden de verscherpte privacyregels en het ontbreken van het Nederlands elftal op het Wereldkampioenschap voetbal een rol.

## Trivia
- De muziek bij de begin- en eindfilmpjes van de Steruitzendingen tot 2000 is allemaal geschreven en gecomponeerd door componiste Marian de Garriga. Ook voor de pingels op de radio zorgde De Garriga voor de muziek. Hierbij gebruikte ze diverse vormen van uiting waaronder kwakende eendjes en gierende gitaren.
- Na het opstarten van een petitie voor de terugkeer van Loeki de Leeuw in 2019, is hij op 30 januari 2019 eenmalig teruggekeerd in het reclameblok voor het achtuurjournaal. Sinds juni 2021 is Loeki definitief teruggekeerd.[4]